# Taijiro Mori
Taijiro Mori (森 泰次郎 Mori Taijiro?, nacido el 8 de diciembre de 1991 en Toyama) es un exfutbolista japonés. Jugaba de centrocampista y su último club fue el Kataller Toyama de Japón.

## Trayectoria

### Clubes
| Club            | País  | Año         |
| --------------- | ----- | ----------- |
| Kataller Toyama | Japón | 2010 - 2015 |
| Sagawa Printing | Japón | 2014        |

## Estadística de carrera

### J. League
| Club            | Año   | J. League | J. League | Copa J. League | Copa J. League | Total | Total |
| Club            | Año   | Part.     | Goles     | Part.          | Goles          | Part. | Goles |
| --------------- | ----- | --------- | --------- | -------------- | -------------- | ----- | ----- |
| Kataller Toyama | 2010  | 2         | 0         | -              | -              | 2     | 0     |
| Kataller Toyama | 2011  | 12        | 1         | -              | -              | 12    | 1     |
| Kataller Toyama | 2012  | 14        | 0         | -              | -              | 14    | 0     |
| Kataller Toyama | 2013  | 14        | 0         | -              | -              | 14    | 0     |
| Kataller Toyama | 2014  | 2         | 0         | -              | -              | 2     | 0     |
| Kataller Toyama | 2015  | 24        | 1         | -              | -              | 24    | 1     |
| Total           | Total | 68        | 2         | 0              | 0              | 68    | 2     |